# Ocenjevanje z instrumentalnimi spremenljivkami
V statistiki, ekonometriji in epidemiologiji in povezanih disciplinah se metoda instrumentalnih spremenljivk (IV) uporablja za ocenjevanje vzročnega sklepanja, ko nadzorovani eksperimenti niso izvedljivi ali ko obravnava ni uspešno izvedljiva za vsako enoto v naključnemu eksperimentu. Intuitivno se IV uporabljajo, ko pojasnjevalna spremenljivka, ki nas zanima, korelira z napako (endogeno) in v tem primeru prinesejo navadni najmanjši kvadrati in ANOVA pristranske rezultate. Veljavni instrument povzroča spremembe v pojasnjevalni spremenljivki (ki korelira z endogeno spremenljivko), vendar nima neodvisnega učinka na odvisno spremenljivko in ne korelira z napako, kar raziskovalcu omogoča, da odkrije vzročni učinek pojasnjevalne spremenljivke na odvisno spremenljivko.
Instrumentalne spremenljivke omogočajo konsistentno ocenjevanje, ko pojasnjevalne spremenljivke korelirajo z napakami v regresijskem modelu. Takšne korelacije se lahko zgodijo, ko:
1. spremembe v odvisni spremenljivki spremenijo vrednost vsaj ene od kovariatov (»obratna« vzročnost),
2. so izpuščene spremenljivke, ki vplivajo tako na odvisne kot tudi pojasnjevalne spremenljivke,
3. so kovariati predmet napake merjenja.

Pojasnjevalne spremenljivke, ki trpijo za eno od teh težav, se v kontekstu regresije včasih omenjajo kot endogene. V tej situaciji navadni najmanjši kvadrati proizvedejo pristranske in nekonsistentne ocene. Toda če je na razpolago instrument, lahko še vedno dobimo konsistentne ocene. Instrument je spremenljivka, ki sama ne spada v pojasnjevalno enačbo, toda korelira z endogenimi pojasnjevalnimi spremenljivkami, pogojno na vrednost drugih kovariatov.
V linearnih modelih sta za uporabo IV dve glavni zahtevi:
- Instrument mora biti koreliran z endogenimi pojasnjevalnimi spremenljivkami, pogojno na druge kovariate. Če je ta korelacija močna, lahko za instrument rečemo, da ima močno prvo stopnjo. Šibka korelacija lahko zagotovi zavajajoča sklepanja o ocenah parametrov in standardnih napakah.[3][4]
- Instrument ne sme biti koreliran z napako v pojasnjevalni enačbi, pogojno na druge kovariate. Z drugimi besedami, instrument ne sme trpeti za isto težavo kot originalna napovedovalna spremenljivka. Če je temu pogoju zadoščeno, lahko za instrument rečemo, da ustreza izključitveni omejitvi.

## Primer
Neuradno je, poskušaje oceniti vzročni učinek neke spremenljivke X (»kovariata« ali »pojasnjevalna spremenljivka«) na drugo Y (»odvisna spremenljivka«), instrument tretja spremenljivka, ki vpliva na Y samo skozi učinek na X.
Raziskovalec na primer želi oceniti vzročni učinek kajenja (X) na splošno zdravje (Y). Korelacija med kajenjem in zdravjem ne implicira, da kajenje povzroča slabo zdravje, ker druge spremenljivke, kot je depresija, lahko vplivajo tako na zdravje kot na kajenje, ali ker zdravje vpliva na kajenje. Nadzorovanega eksperimenta o stanju kajenja v splošnem prebivalstvu ni možno izvesti. Raziskovalec lahko poskuša oceniti vzročni učinek kajenja na zdravje skozi opazovalne podatke z uporabo davčne stopnje na tobačne proizvode (Z) kot instrument za kajenje. Davčna stopnja na tobak je razumna izbira za instrument, saj raziskovalec predpostavlja, da je lahko korelirana z zdravjem skozi učinek na kajenje. Če raziskovalec nato ugotovi, da so davki na tobak in zdravstveno stanje korelirani, lahko to vidimo kot dokaz, da kajenje povzroča spremembe v zdravju.

## Zgodovina
Prva uporaba instrumentalne spremenljivke se je zgodila v knjigi Philipa G. Wrighta iz leta 1928, ki je najbolj znana po njegovem odličnem opisu proizvodnje, transporta in prodaje rastlinskih in živalskih maščob na začetku 1900. let v Združenih državah. Leta 1945 je Olav Reiersøl uporabil isti pristop v kontekstu napak v modelih spremenljivk v svoji disertaciji in je metodi dal svoje ime.